# 延辉巴豆
延辉巴豆（学名：Croton yanhuii）为大戟科巴豆属下的一个种。

## 扩展阅读
- 維基物種上的相關：延辉巴豆